# Узунович, Никола
Никола Узунович (серб. Никола Узуновић, 3 мая 1873, Ниш — 19 июля 1954) — сербский и югославский политик и государственный деятель. Был судьей и градоначальником Ниша. Был назначен премьер-министром и занимал эту должность дважды с 8 апреля 1926 года по 17 апреля 1927 года и с 27 января 1934 года по 22 декабря 1934 года.

## Биография
Являлся мэром Ниша, председателем суда первой инстанции и главой района. В 1904 году он был избран советником муниципалитета Ниска, но через восемь месяцев, в первый раз он был избран членом Скупщины от Радикальной партии.
Никола Узунович являлся секретарем Кассационного суда в Белграде.
После Первой мировой войны, был вновь избран депутатом. Между 1924 и 1936 гг. ему было доверено формирование правительства. Узанович в должности премьер-министра способствовал росту напряженности в отношениях с партнером по коалиции Степанов Радичем и Хорватской крестьянской партией и увеличение напряжённости в Народной радикальной партии.